# Wilhelm Eduard Weber
Wilhelm Eduard Weber (Wittenberg, 1804. október 24. – Göttingen, 1891. június 23.) porosz fizikus és egyetemi tanár. Édesapja Michael Weber, testvérei Ernst Heinrich Weber és Eduard Friedrich Weber. A mágneses fluxus névadója, nevéből származik a weber mértékegység. A göttingeni hetek tagja volt.

## Élete
Felsőbb tanulmányait Halléban végezte, később, 1827-ben ugyanott magán-, majd rendkívüli tanár lett. 1831-ben Gauss közbenjárására a Göttingeni Egyetemre hívták meg a fizika rendes tanárának. 1837-ben felfüggesztették állásából, mert tiltakozott az alkotmány felfüggesztése ellen; ezután hat évet részint Göttingenben, részint magánemberként utazgatva töltött. 1843-ban a Lipcsei Egyetemen lett tanár; 1849-ben visszatért Göttingenbe. 1887-ben valóságos belső titkos tanácsos lett.

## Munkássága
Első publikációját (Die Wellenlehre auf Experimente gegründet, Lipcse, 1825) Ernst Heinrich bátyjával közösen még diákkorában írta. Mindvégig szerteágazó érdeklődésű, termékeny szerző maradt egy egész sor új felfedezéssel.
Sokat foglalkozott a szilárd testek rugalmasságával. Akusztikai eredményei közül a legjelentősebb a nyelvsípok működésének elmélete. Göttingenben Gauss-szal közösen mérték a Föld mágneses terét. 1840-ben megállapította az abszolút elektromagnetikus árammértéket. 1846-ban felállította elektrodinamika alaptörvényét, mely két mozgásban levő elektromosságrészecskének egymásra gyakorolt hatását határozza meg. Egyúttal megfogalmazta azt a hipotézisét, hogy meghatározott mennyiségű anyaghoz mindig meghatározott mennyiségű elektromosság kapcsolódik.

## Fontosabb művei
- Mechanik der menschlichen Gehwerkzeuge (Eduard Friedrich öccsével egyetemben, Göttingen, 1836)
- Über die Anwendung der magnetischen Induction auf Messung der Inclination mit dem Magnetometer (Abh. d. Gött. Ges. d. Wiss., V., 1853)
- Elektrodynamische Massbestimmungen (Abh. d. sächs. Ges. d. Wiss., 1846-57)
- Theorie der Zungenpfeifen (Pogg. Ann. XVII., 1892)
- Über die Beugung der Glasoberfläche beim Zerspringen (W. Ernest Henrichhal, uo. XX., 1830)
- Vergleichung der Theorie der Saiten, Stäbe und Blasinstrumente (uo. XXVIII., 1833)
- Das Inducions-Inclinatorium (uo. XLIII., 1838)
- Unipolare Induction (uo. LII., 1841)
- Über die Elasticität fester Körper (uo. LIV., 1841)
- Messung starker galvanischer Ströme nach absolutem Mass (uo. LV., 1842)
- Über die Wirkung eines Magnets in die Ferne (uo.)
- Messung galvanischer Leitungswiderstände nach absolutem Mass (uo. LXXXII., 1851)
- Galvanometrie (Göttingen, 1862)
- Resultate aus den Beobachtungen des magnetischen Vereins von 1836 bis 1841 (Gauss-szal 1836-43, 6 kötet).